# L'Oréal
L'Oréal è la prima azienda al mondo specializzata nei prodotti di cosmetica e bellezza.

## Storia
Nel 1907 Eugène Schueller, giovane chimico francese, scoprì il sistema di tingere i capelli. Due anni dopo, il 30 luglio 1909, Schueller fonda la Société Française de Teintures Inoffensives pour Cheveux con André Spery, contabile. Nel 1936 l'azienda diventa una SARL (società a responsabilità limitata) e nel 1939 muta ancora in una SA (società anonima), assumendo la denominazione L'Oréal; il nome della ditta deriva per assonanza da quello di questo suo primo prodotto.
Nel 2016 il gruppo rileva la casa di profumi Atelier Cologne e il marchio americano di cosmetici IT Cosmetics, specializzato per persone con problemi dermatologici. Acquisisce inoltre la società di gestione Les Thermes di Saint-Gervais-les-Bains e la licenza del marchio Saint-Gervais Mont-Blanc. All'inizio del 2017 rileva i marchi di cura della pelle CeraVe, AcneFree e Ambi da Valeant per 1,3 miliardi di dollari e in giugno vende The Body Shop a Natura Cosmeticos, una società brasiliana, per 1 miliardo di euro. Nel settembre 2017 scompare nella sua casa alle porte di Parigi Liliane Bettencourt, presidente e singolo maggiore azionista de L'Oréal: secondo Forbes, era la donna più ricca del mondo con un patrimonio di 39,5 miliardi di euro. Alla sua morte ha lasciato l'attività a sua figlia, Françoise Bettencourt-Meyers.
Nel marzo 2018 il gruppo acquisisce la società canadese ModiFace, leader mondiale nell'intelligenza artificiale applicata alla bellezza e rinnova l'accordo di licenza con la società italiana Giorgio Armani fino al 2050. Due mesi più tardi, in maggio, acquisisce la società coreana di trucco e lifestyle Nanda e il marchio americano di colorazione professionale Pulp Riot. L'Oréal annuncia anche l'accordo di licenza mondiale per le fragranze e i cosmetici del marchio Valentino. Nell'agosto 2018 annuncia la proposta di acquisizione dei bagni termali La Roche-Posay e l'acquisizione dell'azienda tedesca Logocos Naturkosmetik, specializzata in prodotti di bellezza vegani e biologici.

## Attività
Nell'organizzazione per i circuiti di distribuzione, il Gruppo L'Oréal dispone di quattro divisioni operative (prodotti professionali, prodotti per il grande pubblico, prodotti di lusso e cosmesi attiva) e di partecipazioni date da diverse attività quali la chimica semplice, la dermatologia, la salute, la finanza, il design, la pubblicità, il settore assicurativo.
A San Francisco sorge l'incubatore tecnologico de L'Oréal e del laboratorio California Research Center con il compito di fare evolvere il colosso francese in un "tech player". Responsabile dell'incubatore è Guive Balooch, nato a Berkeley e studi in biologia molecolare e cellulare con master in biomateriali.

## Azionisti
Al 22 gennaio 2020 gli azionisti sono:
- Françoise Bettencourt-Meyers: 33,3%
- Nestlé: 23,3%
- The Vanguard Group: 1,27%
- Norges Bank Investment Management: 1,09%
- L'Oréal (dipendenti): 0,84%
- BNP Paribas Asset Management France: 0,73%
- Baillie Gifford & Co.: 0,69%
- DWS Investments: 0,59%
- BlackRock Investment Management: 0,56%
- Amundi Asset Management (Investment Management): 0,53%

## Dati finanziari
Ulteriori informazioni disponibili su L'Oréal Finance
| Anni                   | 2003   | 2004   | 2005   |
| ---------------------- | ------ | ------ | ------ |
| Fatturato              | 15 678 | 14 534 | 14 533 |
| Risultati operativi    | 1 819  | 2 116  | 2 266  |
| Utili netti del gruppo | 1 653  | 1 656  | 1 972  |
| Patrimonio             | 8 136  | 10 564 | 14 682 |
| Debiti finanziari      | 1 941  | 2 175  | 2 217  |

Da notare che i bilanci 2005 sono conformi alla norma IFRS.

## Testimonial
Testimonial del passato:
•Migliore Marco (2025)
- Scarlett Johansson (2008)
- Penélope Cruz (2006-2009)
- Rachel Weisz (2011)[19]
- Diane Kruger (2011)[20]
- Kerry Washington (2006-2012)
- Linda Evangelista (2007-2012)
- Gwen Stefani (2011-2012)[21]
- Claudia Schiffer (1998-2013)
- Diane Keaton (2011 e 2013-2014)
- Milla Jovovich (1998-2014)
- Beyoncé (1999-2014)
- Aishwarya Rai (2000-2010)
- Jennifer Lopez (2011-2014)

Testimonial attuali:
- Andie MacDowell (1986-presente)
- Gong Li (1996-presente)
- Laetitia Casta (2002-presente)
- Doutzen Kroes (2006-presente)
- Jane Fonda (2006-presente)
- Eva Longoria (2006-presente)
- Afef Jnifen (2008-presente)
- Freida Pinto (2009-presente)
- Bianca Balti (2011-presente)[22]
- Liya Kebede (2011-presente)
- Aimee Mullins (2011- presente)
- Julianne Moore (2012-presente)
- Natasha Poly (2012-presente)[23]
- Lea Michele (2012-presente)[24]
- Barbara Palvin (2012-presente)
- Coco Rocha (2013-presente)
- Lara Stone (2013-presente)[25]
- Julianna Margulies (2013- presente)
- Ximena Navarrete (2013- presente)
- Blake Lively (2014-presente)[26]
- Zoe Saldana (2014-presente)[27]
- Karlie Kloss (2014-presente)
- Helen Mirren (2014-presente)
- Luma Grothe (2015-presente)[28]
- Isabeli Fontana (2015-presente)[29]
- Naomi Watts (2015-presente)
- Irina Shayk (2015-presente)[30]
- Susan Sarandon (2016-presente)[31]
- Alessandra Ambrosio (2016-presente)
- Xiao Wen Ju (2016-presente)
- Beatrice Valli (2019-presente)
- Miriam Leone (2019-presente)

## Marchi
I marchi del gruppo L'Oréal sono categorizzati in base al loro circuito di distribuzione:

### Prodotti per il grande pubblico
- L'Oréal Paris (fra cui Elvive, Elnett, Studio Line, Revitalift, Color Riche)
- Garnier
- Maybelline New York
- NYX Professional Makeup
- SoftSheen-Carson
- Gloria Vanderbilt profumi
- Harley Davidson profumi

### Prodotti professionali
- Kérastase
- L'Oréal Professionnel
- Mizani
- Matrix
- Redken
- Shu Uemura art of hair
- Serie Nature (distribuita da L'Oreal Professionnel)
- Pureology (distribuita da Redken)
- Kéraskin Esthetics
- Essie Professional
- Decléor
- CARITA
- Pulp Riot

### Prodotti di lusso
- Kiehl's
- Biotherm
- Cacharel
- Guy Laroche
- Helena Rubinstein
- Lancôme
- Paloma Picasso
- Shu Uemura
- Boucheron
- Oscar de la Renta
- Lanvin
- Ted Lapidus
- Jacques Fath
- Urban Decay
- Armani Beauty
- Valentino Beauty

### Prodotti dermo-cosmetici
- Vichy
- La Roche-Posay
- SkinCeuticals
- Sanoflore
- CeraVe

### The Body Shop
- The Body Shop